# Jacques Dewatre
Jacques Dewatre, né le 5 juin 1936 à Limoges et mort le 14 décembre 2021 à Clamart, est un ancien officier, haut fonctionnaire et diplomate français.
Jacques Dewatre a été directeur général de la direction générale de la Sécurité extérieure (DGSE) du 7 juin 1993 au 1er mars 2000.

## Biographie

### Enfance et études
Jacques Dewatre est le fils de Charles Dewatre, colonel commandant le 5e régiment de tirailleurs marocains blessé mortellement à Blodelsheim (Haut-Rhin) le 8 février 1945, et d’Hélène Francez (1905-1981), femme au foyer . La famille Dewatre est d’origine calaisienne depuis le début du XVIIIe siècle.
Jacques Dewatre naît à Limoges et, au gré des affectations de son père, officier de l’Armée d’Afrique, il passe sa jeunesse à Angers, à Paris et surtout à Rabat (1940-1945). Après le décès de ce dernier, la famille est rapatriée à Limoges, où Jacques Dewatre poursuit sa scolarité au collège Ozanam (1945-1950).
Envoyé comme pensionnaire au collège Saint-Joseph de Poitiers (1950-1956), il y passe ses deux baccalauréats. Ensuite, il présente le concours de l'École spéciale militaire comme élève à la corniche du lycée privé Sainte-Geneviève de Versailles. Là il se lie d’amitié avec son camarade Philippe Rondot.
Jacques Dewatre est admis à l’École spéciale militaire de Saint-Cyr au sein de la promotion Maréchal Bugeaud (1958-1960). En janvier 1968, il est diplômé de la 32e promotion de l’École d’état-major (Paris).
En parallèle de ses fonctions militaires, il prépare une licence de droit à la Faculté de Droit et sort diplômé en 1967. Pendant l’année 1982-1983, il est auditeur de la 35e session nationale de l’Institut des hautes études de la défense nationale (IHEDN).

### Carrière militaire
À partir de l'été 1958, il effectue deux voyages d’information en Algérie : au sein de la Compagnie méhariste de l’Erg Oriental (El Oued) en 1958, puis comme chef de peloton méhariste à la Compagnie méhariste du Tinrhert (In Salah) et à celle du Tidikelt Hoggar (Tamanrasset) en 1959.
A l’issue de son temps à Coëtquidan, il sert comme chef de section au 7e régiment de tirailleurs algériens puis comme adjoint du Commando de chasse V36, dans les Aurès (1961-1962). De retour en métropole, il termine sa formation d’officier d’infanterie puis rejoint le 11e bataillon parachutiste de choc à Perpignan comme chef de section commando (1962-1963). Bientôt, il est envoyé effectuer le Special Forces Qualification Course au 10th Special Forces Group (USA) à Bad Tölz et à Fort Bragg.
A la dissolution de la 11e demi-brigade parachutiste de choc, il est nommé chef de stage puis adjoint de l’annexe du Centre national d'entraînement commando à Collioure qui se crée. Après un temps de chef de section EOR à l’École d’application de l’infanterie à Montpellier (1965-1967), il est envoyé commander une compagnie mécanisée au 24e Groupe de Chasseurs mécanisés basé à Tübingen (Allemagne) au début de l'année 1968.
Muté à l’ETAP (1970-1973) en qualité d’instructeur puis adjoint de l’Instruction combat aéroporté, puis comme aide-de-camp du délégué ministériel pour l’armement (1973-1974), il quitte l'armée avec le grade de commandant pour intégrer le corps préfectoral en août 1974.

### Carrière préfectorale
Sous-préfet dans l'Aude (1974-1976), en Savoie (1976-1978), puis en Polynésie française (1978-1981), il est chef de cabinet du ministre de la Coopération et du Développement (1981-1984). Secrétaire général des Yvelines (1984-1985), il est nommé ensuite préfet, directeur des C.R.S. (Compagnies Républicaines de Sécurité) en 1985, directeur de la Défense et de la Sécurité civile, puis préfet de Guyane (1986-1988), de Saône-et-Loire (1988-1991), de La Réunion (1991-1992), et des Yvelines (1992-1993).

### DGSE
Il est DGSE du 7 juin 1993 au 1er mars 2000, ce qui en fait le responsable resté le plus longtemps à ce poste. Il y sert deux présidents de la République et trois Premiers ministres, en traversant deux périodes de cohabitation.
Outre son temps au 11éme Choc, au retour de la guerre d’Algérie, Jacques Dewatre avait appartenu aux réserves du 89e Bataillon des Services (SDECE puis DGSE) à partir de juin 1981. Il avait ainsi été promu lieutenant-colonel de réserve la même année et colonel en 1984.
Son oncle et parrain, le général René Dewatre, avait également un passé dans les services secrets.

### Ambassadeur
En sortant de la DGSE, il est nommé ambassadeur de France en Éthiopie le 15 mars 2000. Poste qu'il quitte le 9 juillet 2001, ayant atteint la limite d'âge.

### Décès
Jacques Dewatre meurt en décembre 2021 à l'hôpital d'instruction des armées Percy des suites d'une longue maladie.

## Informations complémentaires
Il est l’époux de Chantal Rostan d’Ancezune, dont il a eu 6 enfants.
Il est le beau-frère de l'amiral Jacques Lanxade, chef d'état-major particulier du président de la République (1989-1991), puis chef d'état-major des armées (1991-1995).

## Récompenses et distinctions

### Décorations
- Grand officier de la Légion d'honneur[14]
- Grand officier de l'ordre national du Mérite[15]
- Croix de la Valeur militaire avec deux citations [16]
- Insigne des blessés militaires[17]
- Officier de l'ordre des Palmes académiques[18]
- Officier de l'ordre du Mérite agricole[19]
- Chevalier de l'ordre du Mérite maritime[20]
- Chevalier de l'ordre des Arts et des Lettres[21]
- Croix du combattant[22]
- Médaille de l'Aéronautique[23]
- Médaille des services militaires volontaires, bronze[24]
- Médaille commémorative des opérations de sécurité et de maintien de l'ordre avec agrafes Algérie et Sahara
- Médaille d'honneur de l'administration pénitentiaire, bronze[25]
- Médaille de la jeunesse, des sports et de l'engagement associatif, or[26]
- Nombreuses décorations étrangères[27].